# Лучка (Љевоча)
Лучка (слч. Lúčka) насељено је мјесто са административним статусом сеоске општине (слч. obec) у округу Љевоча, у Прешовском крају, Словачка Република.

## Становништво
| Година:    | 1994. | 2004.    | 2014.   | 2024. |
| ---------- | ----- | -------- | ------- | ----- |
| Број људи: | 118   | 136      | 125     | 115   |
| Разлика:   |       | +15,25 % | -8,08 % | -8 %  |

| Година:    | 2023. | 2024.   |
| ---------- | ----- | ------- |
| Број људи: | 115   | 115     |
| Разлика:   |       | +1,42 % |

Према подацима о броју становника из 2011. године насеље је имало 123 становника.